# Spiegel im Spiegel
Spiegel im Spiegel ist ein Musikstück, das im Jahr 1978 von Arvo Pärt geschrieben wurde. Es steht in F-Dur im 6/4-Takt. Das Stück wurde ursprünglich für Klavier und Violine geschrieben. Die Violine wird manchmal auch durch ein Cello oder eine Bratsche ersetzt.

## Komposition
Das Kompositionsprinzip von Spiegel im Spiegel enthält entsprechend dem Tintinnabuli-Stil (von lat. Tintinnabulum für Glocke) zwei Elemente: Tonleiterbewegungen in der Geige und Dreiklangsstrukturen im Klavier. Beide Elemente arbeiten ausschließlich mit den Tönen von F-Dur und sind um den zentralen Ton a’ angeordnet.
Die regelmäßige und strenge Konstruktion der Töne, wie sie hier im Wesentlichen dargelegt wird, kann zwar das Prinzip der Komposition erklären, nicht aber die starke Wirkung, die diese Musik entfaltet.

### Geigenstimme
Die Melodiestimme der Geige besteht nur aus langen Tönen, die sich in vier Richtungen vom Zentralton a’ wegbewegen oder zu ihm hinführen.
Das Prinzip der Geigenstimme sieht aus wie der Buchstabe X. 
In der Mitte, wo die Linien sich kreuzen, ist der Zentralton. Die vier Schenkel des Buchstabens zeigen die verschiedenen Tonleiterbewegungen, die zu ihm hin- oder von ihm wegführen. 
```
           4. abwärts zum a’      2. aufwärts vom a’ weg                                           
                              
X
 
           3.aufwärts zum a’      1. abwärts vom a’ weg
```

Dabei werden die Tonleiterbewegungen, die viermal in derselben Reihenfolge ablaufen, regelmäßig um einen Ton länger. Während es am Beginn nur ein Ton ist – das g’ führt abwärts vom a’ weg – sind es im letzten Durchgang acht Töne, die abwärts vom b’’ zum Zentralton hinführen. Jede der Tonleiterbewegungen wird mit dem Zentralton abgeschlossen. 
So wie der Buchstabe X zwei Symmetrieachsen hat und sich senkrecht und waagerecht spiegeln lässt, sind auch die vier Tonleiterbewegungen doppelt um den Zentralton gespiegelt. Die eine Spiegelung ist zwischen aufwärts und abwärts, die andere zwischen zum a’ hin und vom a’ weg.
Diese strenge Konstruktion mit doppelter Spiegelung erklärt den Titel: Spiegel im Spiegel.

### Klavierstimme
Die Klavierstimme passt sich einerseits der Geigenstimme an, liefert aber andererseits das Prinzip Dreiklang als Gegensatz und als Hintergrund zur Tonleiter.
Das Klavier beginnt in der rechten Hand mit einer im Verhältnis zur Geigenstimme schnelleren Folge von drei aufsteigenden Tönen, die den F-Dur-Dreiklang bilden. Diese Dreitonstruktur, die an Begleitmuster der Klassik erinnert, bleibt das ganze Stück über erhalten. Die Töne ändern sich allerdings nach einem festen System entsprechend der Melodiestimme der Geige. Der unterste der drei Töne ist eine Terz über dem Melodieton, der mittlere ist ein Ton aus dem F-Dur-Dreiklang, der obere Ton ist der Melodieton eine Oktave höher. Diese durchgehende Klavierstimme schwebt als Begleitung über der Melodiestimme der Geige.
Zusätzlich tauchen im Klavier jeweils nach einem Melodieton  einzelne Töne auf, die immer abwechselnd oberhalb und unterhalb der Geigenstimme angeordnet sind. Diese Töne stammen alle aus dem F-Dur-Dreiklang und haben einen festgelegten Abstand zum Melodieton. Sie verteilen sich dabei über einen großen Bereich der Klaviertastatur. Die beiden extremsten Zusatztöne sind dem Zentralton zugeordnet, der, wenn er nach jeder der Tonleiterbewegungen erklingt, mit den tiefsten Tönen (F und F’) oder den höchsten Tönen (c’’’’ und c’’’’’) versehen ist.

## Rezeption
Das Stück wird häufig in Kino- und Fernsehfilmen, Theaterstücken und Balletten verwendet. Beispiele:
Kino- und Fernsehfilme, Theater
- Mother Night, Film, (1996)
- HBO-Fernsehfilm Wit (2001)
- Guy Ritchies Film Swept Away (2002)
- Gus Van Sants Film Gerry (2002)
- Tom Tykwers Film Heaven (2002)
- Century of the Self (2002), BBC-Dokumentarfilm von Adam Curtis
- Dans le noir du temps (2003), Kurzfilm von Jean-Luc Godard
- Touching the Void (2003), Dokumentarfilm
- Dear Frankie Film, (2004)
- BBC-Dokumentarfilm Auschwitz: The Nazis and ‘The Final Solution’ (2005)[1][2]
- In der New Yorker Produktion von Eurydice, einem Stück von Sarah Ruhl (2007)
- Elegy (2008) Film von Isabel Coixet
- In einer Folge der britischen Fernsehserie Casualty in der Szene des Selbstmords der Protagonistin (2008)
- Cheyenne – This Must Be the Place (2011) Film von Paolo Sorrentino
- The East, Film (2013)
- Gravity, Film (2013)
- Alles eine Frage der Zeit, Film (2013, original „About Time“)
- The Good Place, Serie, (2020)
- Tatort: Die Nacht gehört dir (2020)

Ballettmusik
- Das Stück wurde von dem Hamburger Choreographen John Neumeier für einen Pas de deux in seinem Ballett Othello (1985) und von dem New Yorker Choreographen Christopher Wheeldon für den Teil 2 seines Balletts After The Rain (2005) verwendet.
- Es wurde in dem Stück Rushes der Pilobolus Dance Company für eine Szene eingesetzt.
- Der Choreograph Jochen Ulich setzt es in seinem Ballett Michelangelo am Landestheater Linz ein (2011/12).

## Aufnahmen
- Tasmin Little, Violine, Martin Roscoe, Piano. EMI 1994
- Mit Benjamin Hudson, Violine und Viola, Sebastian Klinger, Cello, Jürgen Kruse, Piano. Brilliant Classics 2013
- Berlin Philharmonic Wind Quintet, Bergen Philharmonic Orchestra, Neeme Järvi (Dirigent), Tonu Kaljuste (Dirigent); Hans-Ola Ericsson, Aleksei Lubimov, Angela Yoffe, Vadim Gluzman, BIS Records
- Vladimir Spivakov, Violine, Sergej Bezrodny und Alexander Malter, Piano. "Alina" ECM Records
- Spiegel im Spiegel - Piano: Filipe Melo, Cello: Ana Cláudia Serrão. YouTube